# 아리엘 오르테가
아르날도 아리엘 "엘 부리토" 오르테가(Arnaldo Ariel "El Burrito" Ortega, 1974년 3월 4일, 아르헨티나, 후후이주, 레데스마 ~)는 아르헨티나의 전 축구 선수이다. 오르테가의 별명은 "El Burrito" ("작은 당나귀") 로, 따라서 "Burrito Ortega"라고 불리기도 한다.
오르테가는 이 클럽에 소속되기 전에 페네르바체 SK, AC 파르마, UC 삼프도리아, 발렌시아 CF, 뉴얼스 올드 보이스 등을 거쳤으며, 그는 이미 아르헨티나 축구 국가대표팀에서 87번의 국제 경기에 출전해, 17골을 득점했다. 그 밖에 오르테가는 아르헨티나 축구 국가대표팀의 구성원으로, 1994년 월드컵, 1998년 월드컵, 2002년 월드컵에 3연속 참가 했으며, 1996년 하계 올림픽에선 팀을 준우승으로 이끌었다.
그는 2010년 말에 리버 플레이트에서 훈련거부를 이유로 방출되었으나, 이후 올보이스로 이적하였다.
2003년 아르헨티나 대표팀에서 은퇴했으나, 2010년 디에고 마라도나 감독 시절 아이티와의 평가전에 대표팀에 7년 만에 소집되어 그의 국가대표팀 경력에 한 경기를 더 추가할 수 있었다.
그리고 2013년 7월 15일에 오르테가는 선수 생활을 그만두겠다고 밝혔다.